# La Boisserie
Ne doit pas être confondu avec La Boissière.
Pour les articles homonymes, voir Boisserie.
Le domaine de La Boisserie est l'ancienne résidence personnelle du général de Gaulle à Colombey les Deux Églises en Haute-Marne, et depuis 1980 un musée ouvert à la visite, propriété de la famille de Gaulle et ancienne propriété de l'amiral Philippe de Gaulle.

## Historique

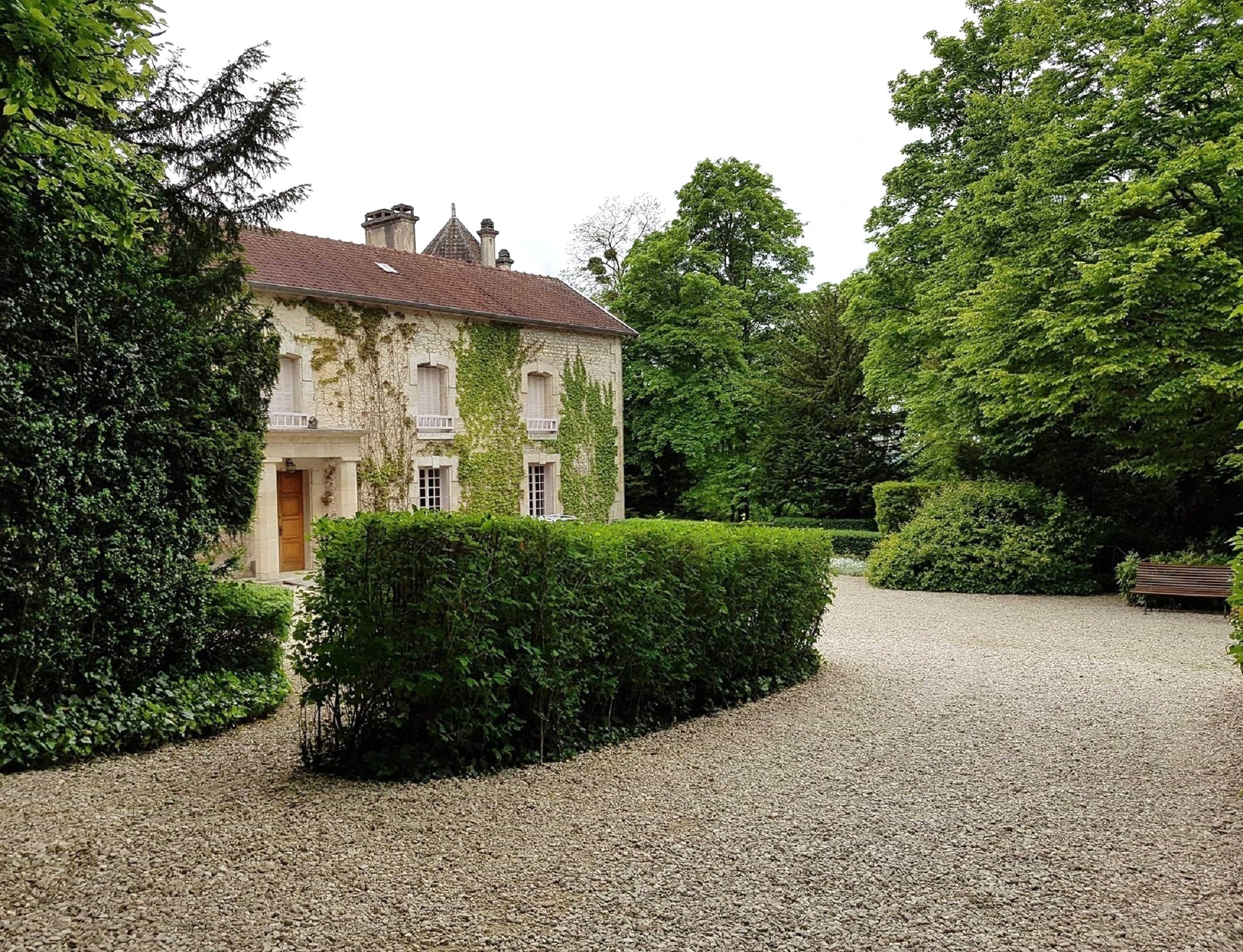
La Boisserie.

Cette maison, construite aux environs de 1810, devient la brasserie du village de Colombey, fondée en 1843, et le domaine porte pendant longtemps le nom de « la Brasserie », avant de passer progressivement à celui de « la Boisserie ». Cette gentilhommière de quatorze pièces, recouverte de vigne vierge et entourée d'un vaste terrain de 2,5 ha, comporte un rez-de-chaussée de trois pièces avec un seul étage disposant de six chambres, complétée d'un pavillon adjacent.
Avant son achat par la famille de Gaulle, l'écrivain américain Eugène Jolas et son épouse, la traductrice Maria McDonald (parents de la compositrice Betsy Jolas), louent un temps la propriété.
C'est le 9 juin 1934 que le lieutenant-colonel Charles de Gaulle et son épouse Yvonne font une « bonne affaire » en l'achetant en viager. À l'époque, la propriétaire des lieux, Alice Bombal, fille de Henry-Arsène Descaves, architecte parisien, en propose le viager au prix de 45 000 francs — à une époque où une voiture 7 CV Citroën vaut 17 000 francs — contre une rente annuelle de 6 000 francs.
Alice Bombal née Descaves le 7 novembre 1861 à Wassy, meurt le 13 juillet 1939 à Paris, se noyant dans sa baignoire.
Le couple désire que leur benjamine Anne, trisomique gravement handicapée, bénéficie du grand air de la campagne champenoise dans cette maison de vacances et soit protégée de l'indiscrétion du public. Anne de Gaulle aime d'ailleurs particulièrement les séjours à la Boisserie, jusqu'à sa mort en février 1948. De plus, la résidence est, avant la guerre, proche de l'affectation du colonel de Gaulle au 507e régiment de chars de combat, cantonné à Metz de juillet 1937 à septembre 1939. Si en août 1939 de Gaulle y apprend la nouvelle du pacte germano-soviétique, la famille n'y vient pas souvent durant cette décennie. Le 3 août 1940, les biens du Général sont confisqués et une vente publique est organisée mais personne ne se portera acquéreur de la Boisserie.
La Boisserie n'est pas une habitation luxueuse : au moment de l'acquisition, elle n'est raccordée ni au réseau d'eau, ni au réseau téléphonique. Au lendemain de la Seconde Guerre mondiale, après qu'elle a été pillée et partiellement incendiée en 1944, les principales améliorations sont apportées, comme l'eau chaude et le chauffage central. En 1946, de Gaulle fait construire la tour hexagonale en moellons coiffée de vieilles tuiles du pays, au rez-de-chaussée de laquelle il installe son cabinet de travail d'où, d'un regard, il peut embrasser le paysage immense et sauvage.
De Gaulle aime venir se reposer dans ce qu'il considère comme sa vraie et sa seule demeure, notamment lors de sa « traversée du désert » politique. Il écrit par exemple : « Colombey me manque. Je ne me vois pas vivre ailleurs ». Il s'y réfugie pour prendre les décisions importantes, dans le calme et la solitude. Même élu président de la République française, il refuse au départ de séjourner à l'Élysée, contrairement au protocole. Il finit par habiter le palais présidentiel mais continue de passer beaucoup de temps et un week-end sur deux en famille à Colombey. En 1969, de Gaulle démissionne après le référendum sur la réforme du Sénat et la régionalisation et se retire dans sa maison avec son épouse. Il y meurt le 9 novembre 1970.
Yvonne de Gaulle réside à la Boisserie jusqu'en 1978, date à laquelle elle la quitte définitivement pour Paris, où elle entre à la maison de retraite des sœurs de l'Immaculée-Conception. Elle meurt un an plus tard à l'hôpital du Val-de-Grâce, à l'âge de 79 ans, le 8 novembre 1979, veille du 9e anniversaire de la mort de son mari.
La maison et son parc, y compris la clôture donnant sur la rue, sont inscrits aux monuments historiques par un arrêté du 6 septembre 2004.
La résidence est labellisée Maisons des Illustres en 2011.

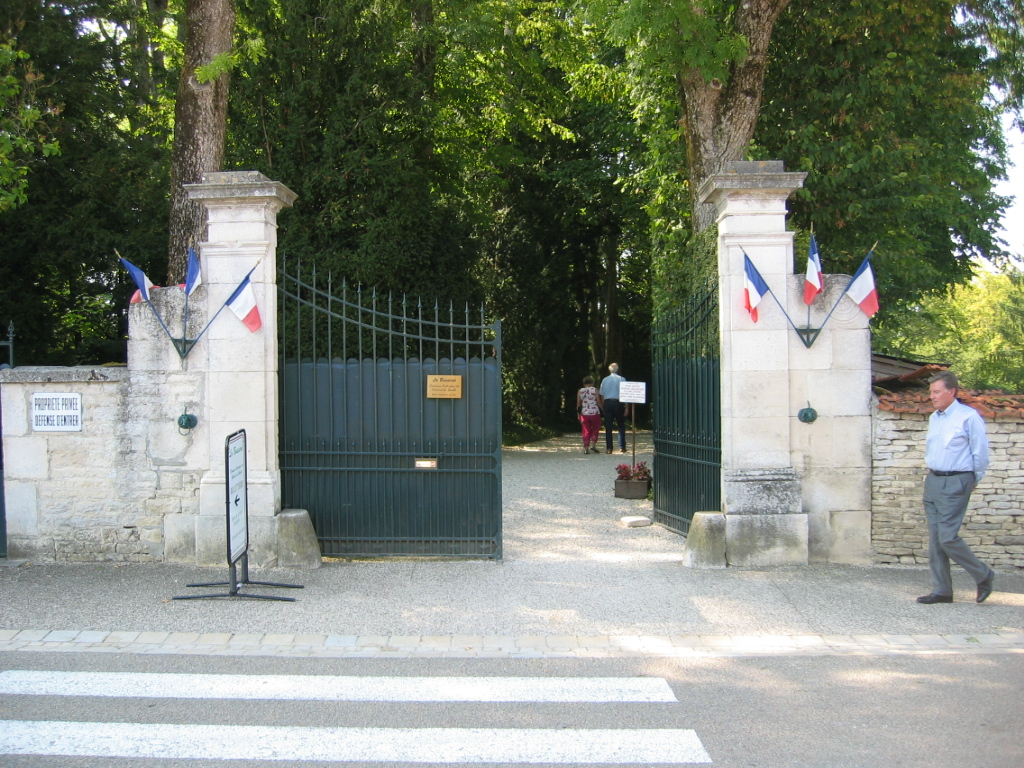
Portail d'entrée de la Boisserie.
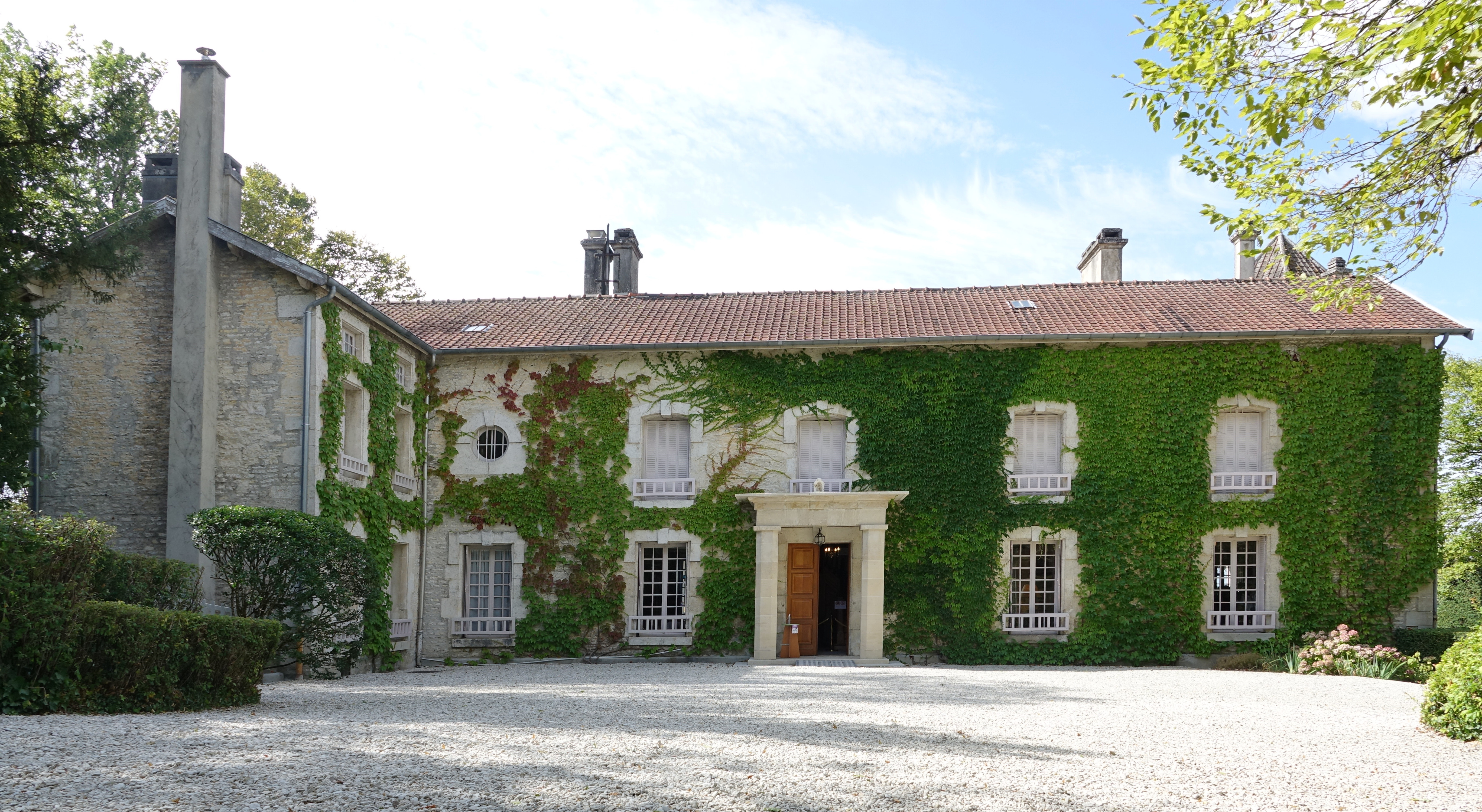
Entrée de la maison.
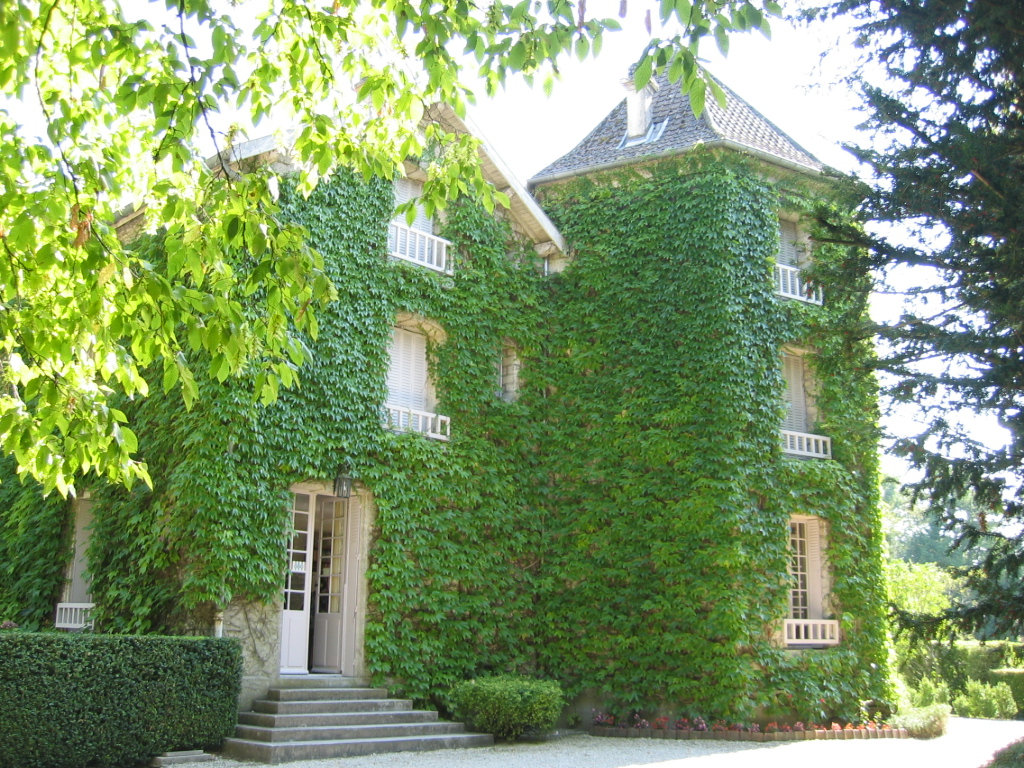
Tour d’angle hexagonale abritant le bureau du général de Gaulle.
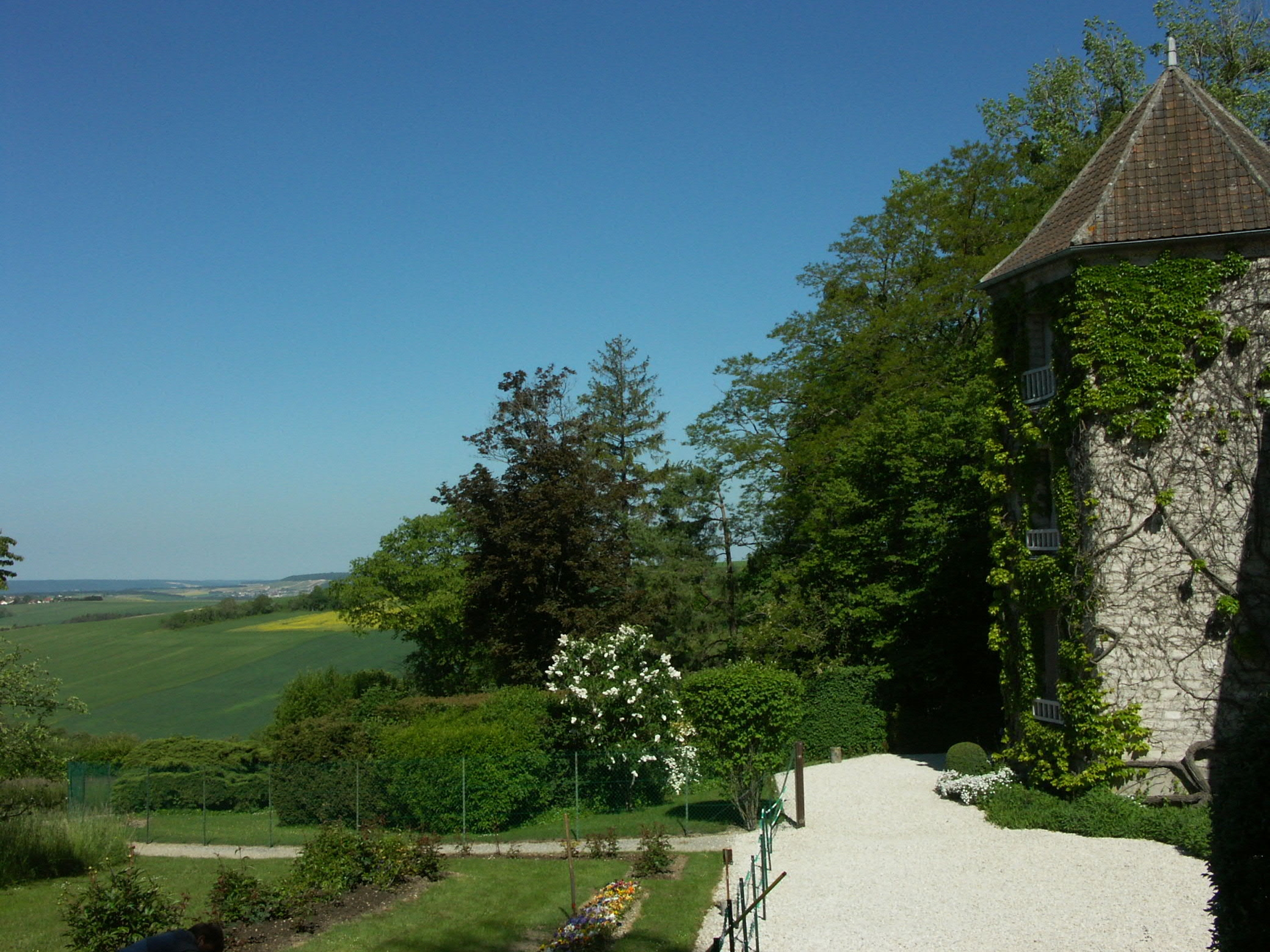
Parc de deux hectares.
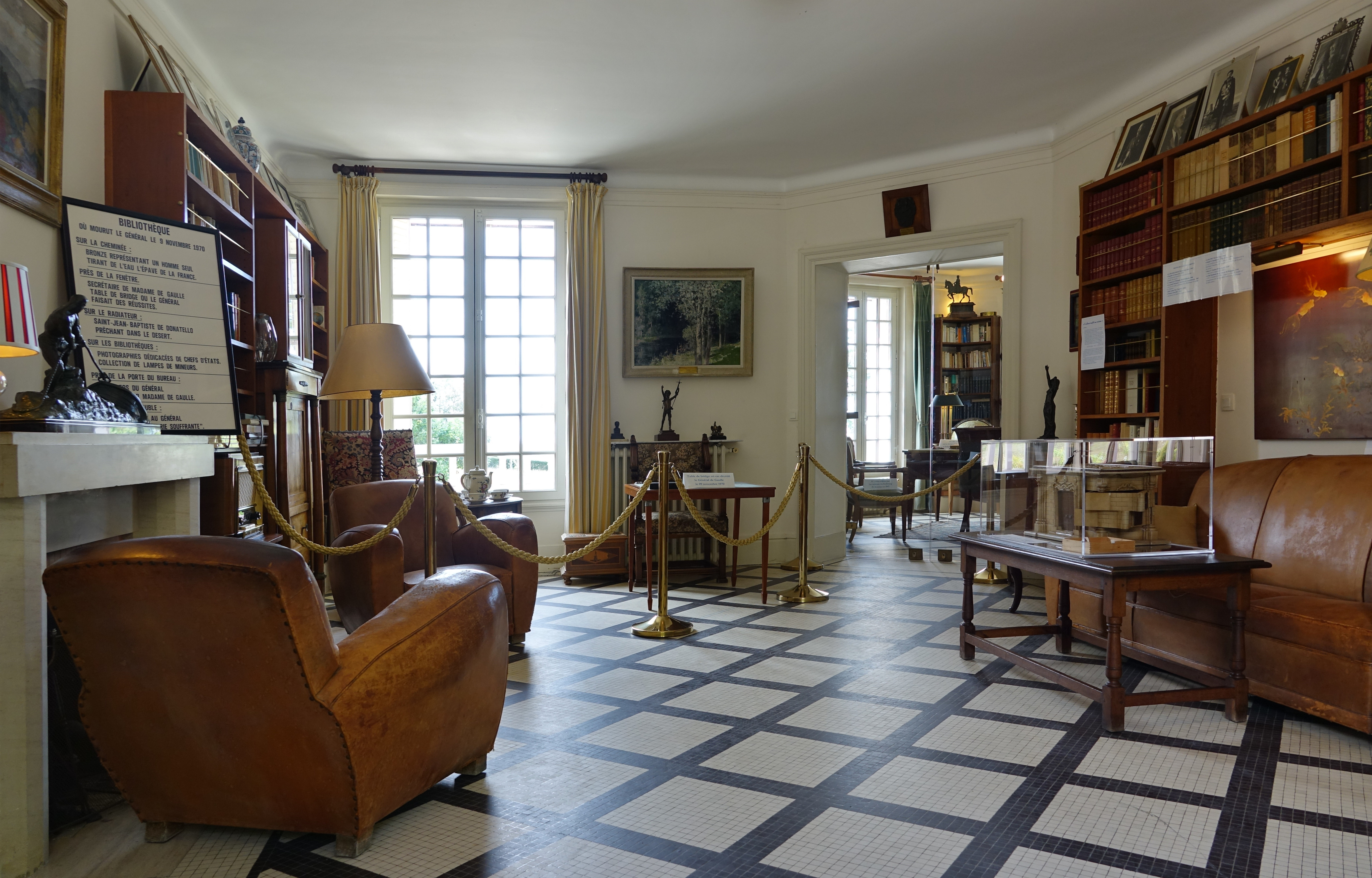
La bibliothèque.

## Musée
Les charges financières de l'entretien de la propriété étant devenues trop lourdes, la Boisserie est devenue un musée ouvert au public. On peut notamment y voir : 
- le vestibule aux grandes dalles patinées, aux murs duquel sont accrochés des masques africains, deux défenses d'éléphant et des sagaies en bois offerts au général au cours de ses voyages. Sous l'escalier, près de la réserve de bois, le général a fait installer la ligne téléphonique de rigueur, eu égard à sa fonction présidentielle, mais il y répond rarement, détestant le téléphone. L'escalier en bois est barré, les appartements privés à l'étage n'étant pas ouverts à la visite : la chambre du couple comportant deux lits jumeaux de style Louis XVI, une autre chambre qui servait de cabinet de travail à Yvonne de Gaulle et abrite les meubles de la famille Vendroux et les chambres doubles de leurs enfants Philippe et Élisabeth[7] ;
- la salle à manger, au sol recouvert d'un fin carrelage noir et blanc, au mur décoré d'une tapisserie d'Aubusson, présente un mobilier typiquement normand, notamment le buffet avec la maquette du France dont Yvonne de Gaulle est la marraine. Cette pièce renferme des cadeaux personnels reçus par le général : deux amphores romaines repêchées et offertes par la Marine française, un coq en acier de Thiérache offert par la foire internationale de Lille qu'il inaugure le 23 avril 1966, un tapis venant de Mohammed V, une tablette de clés offertes par des villes visitées et, au-dessus de la porte d'entrée, une plaque en bois rue Princesse, don de la ville de Lille en référence à la rue homonyme dans laquelle se trouve la maison natale du général. Ce dernier s'assoit le dos à la cheminée monumentale ornée de carreaux de Delft et s'amuse à faire compter aux invités le nombre d'animaux présents sur la Dame à la licorne[8] ;
- le grand salon toujours en carrelage noir et blanc recouvert par des tapis. Au mur, des portraits de la famille de Gaulle et un tableau du XVIIe siècle représentant le port d'Anvers, cadeau du régent Charles de Belgique. Un canapé, des fauteuils et des chaises sont disposés autour d'une cheminée de briques roses. Dans le fond, une vitrine expose divers cadeaux d'objets de culte, notamment une Pietà du XVe siècle, don à la maîtresse de maison du chancelier allemand Konrad Adenauer, le seul chef d'État ou de gouvernement reçu à la Boisserie les 14 et 15 septembre 1958, pour entamer la réconciliation franco-allemande[9] ;
- la bibliothèque où Charles de Gaulle meurt le 9 novembre 1970 alors qu'il réalise une patience sur sa table de bridge recouverte de feutrine verte, tout en attendant les informations régionales télévisées. Le mobilier est resté en place : le fauteuil blanc, le lampadaire et la table à jeu du général, à côté le secrétaire de Mme de Gaulle. On voit également une table basse avec un coffre à cigares offert par Fidel Castro. La bibliothèque abrite notamment les Mémoires d'outre-tombe de Chateaubriand et le Mémorial de Sainte-Hélène de Las Cases qui ont inspiré les Mémoires de guerre du général, mais aussi les œuvres complètes de Jules Verne ou des ouvrages destinés à ses enfants comme le Lion de Joseph Kessel[N 1]. Au-dessus des bibliothèques sont accrochées des photos en noir et blanc, dédicacées par les chefs d'État ou de gouvernement rencontrés (Kennedy, la reine Élisabeth II, Hailé Sélassié, Churchill, Charlotte, grande-duchesse de Luxembourg, etc.) et en face 14 lampes de mineurs alignées, reçues chaque fois qu'il se rendait dans le Nord, sa région d'origine ;
- le bureau, attenant à la bibliothèque, situé dans la tour d'angle hexagonale, abrite les objets personnels du général[N 2] : ses Mémoires de guerre reliés de cuir vert, un briquet, un sous-main, des souvenirs frappés du « V » de la victoire et de la croix de Lorraine (armes de parade, plaques commémoratives, fanions, insignes, etc.) ainsi que des fils de fer barbelés du camp d'internement de Compiègne - Royallieu. De la fenêtre, le général peut voir la forêt de Clairvaux[N 3] et la ligne d'horizon de la Côte des Bar ;
- le parc boisé de deux hectares, planté de rosiers et de pivoines, garde au fond une partie (nommée « le verger ») laissée en jachère fleurie que le général fait faucher deux fois par an[N 4]. Les de Gaulle y ont fait installer des jeux pour leurs petits-enfants : petite terrasse qui servait pour la piscine d'été (offerte par John Fitzgerald Kennedy[10]), mini-golf, ancien terrain de tennis, portique de balançoire, etc.

## Dans la fiction
Des scènes de la mini-série De Gaulle, l'éclat et le secret (2020) avec Samuel Labarthe ont été tournées à la Boisserie.